# سرخرگ‌های روده‌ای
سرخرگ‌های روده‌ای (انگلیسی: Intestinal arteries) شاخه‌های متعددی از سرخرگ روده‌بندی بالایی و انتهای سرخرگ لوزالمعدی‌دوازدهه‌ای پایینی هستند که خون‌رسانی به روده باریک، به ویژه تهی‌روده (ژژونوم) و درازروده (ایلئوم) را برعهده دارند.

### ساختار
این سرخرگ‌ها پس از انشعاب از شریان مادر، از میان مزانتر عبور کرده و با تشکیل قوس‌های شریانی (آناستوموز) به سمت دیواره روده پیش می‌روند. تعداد این قوس‌ها در بخش‌های انتهایی روده افزایش می‌یابد. از قوس‌های انتهایی، عروق مستقیم (وازا رکتا) منشعب شده و به دیواره روده می‌رسند.

### ویژگی‌های بالینی
الگوی شاخه‌بندی سرخرگ‌های روده‌ای ممکن است بین افراد متفاوت باشد. آسیب به عروق مستقیم می‌تواند منجر به اختلال در خونرسانی روده شود.  